# Couvent San Francesco delle Cappuccinelle

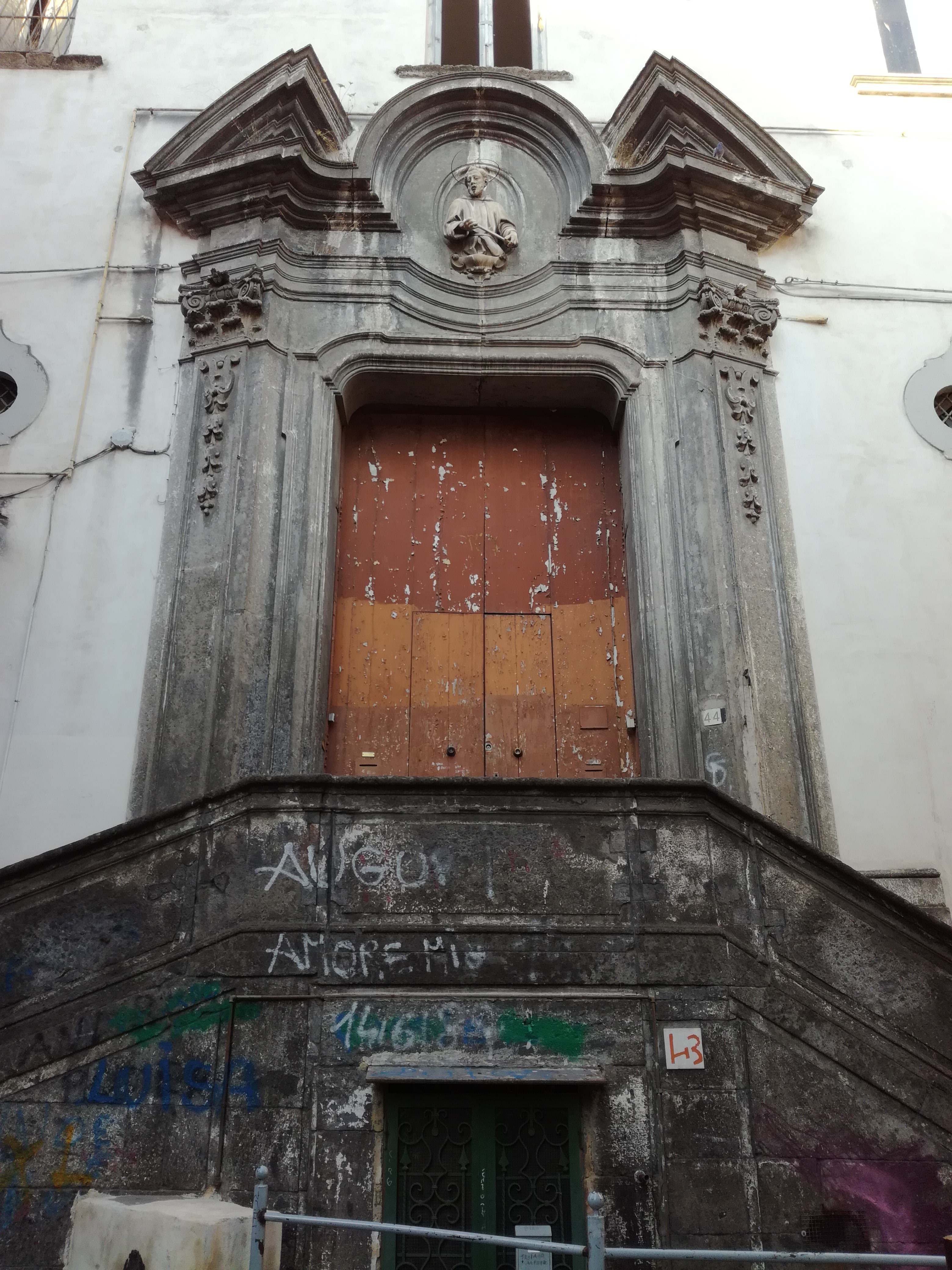
Porte du couvent.

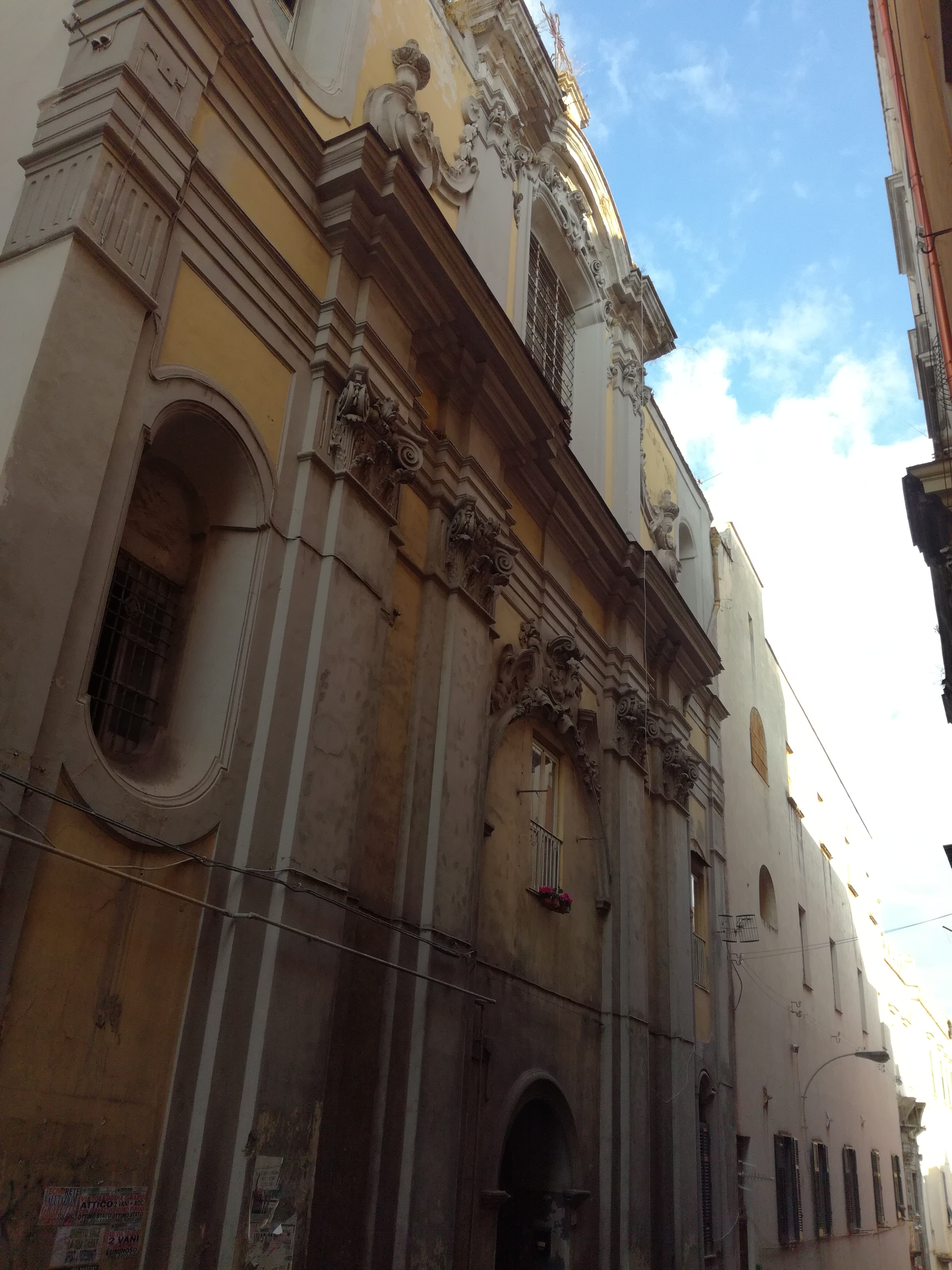
Façade de la chapelle conventuelle

Le couvent San Francesco delle Cappuccinelle (Saint-François-des-Petites-Capucines), est un ancien couvent du centre historique de Naples dans le quartier de l'Avvocata. Il se trouve salita Pontecorvo, au numéro 44. Il est dédié à saint François d'Assise.

## Histoire et description
Le couvent est construit au XVIe siècle sur les fonds de la veuve du duc de Scarpato, Eleonora, en ex-voto, et destiné à abriter les filles mères ; il est géré par des sœurs de l'ordre franciscain. Le couvent avec sa maison d'accueil pour les filles mères sont reconnus en 1621 par le pape Grégoire XV et soumis à la règle capucine.
L'ensemble est entièrement reconstruit en 1712 en style baroque napolitain par Giovan Battista Nauclerio, puis entre 1756 et 1760 il est remanié par l'architecte Niccolò Tagliacozzi Canale. Celui-ci rajoute des décorations de marbre et de stuc, refait la façade et le portail d'entrée du couvent.
La chapelle conventuelle en forme de croix latine comportait une coupole qui a été détruite immédiatement après la Seconde Guerre mondiale car menaçant ruine.

## Institut Filangieri
Sous Joachim Murat, le couvent est supprimé en 1809 et transformé en maison de redressement, prenant le nom d'institut Filangieri (à ne pas confondre avec l'asile du même nom dépendant de l'église San Gregorio Armeno) d'après le nom du fameux juriste napolitain Gaetano Filangieri. Il a le statut d'« Istituto di osservazione minorile » (maison d'observation pour les mineurs) sous la période mussolinienne.
De l'après-guerre jusqu'aux années 1970, l'institut a le statut d'institut de rééducation pour mineurs. Une première restructuration a lieu en 1985 à la requête d'Eduardo De Filippo, à l'époque sénateur à vie; puis une seconde en 1999 : l'institut prend le nom alors de « Centro polifunzionale diurno » (Centre polyfonctionnel diurne), devenant pendant quelques mois une école de musique et de diverses activités pour la jeunesse en difficulté.
Avec la médiation de la commune de Naples en l'an 2000, l'Institut Filangieri est acquis par l'Université navale de Naples afin d'en faire un établissement d'enseignement, mais les travaux de modernisation n'ont pas lieu et l'opération tourne court.
L'édifice rouvre ses portes le 29 septembre 2015 grâce à l'action d'un collectif d'associations intitulé Scacco Matto et il est rebaptisé Scugnizzo Liberato. Ces associations occupent les locaux afin d'y lancer des activités gratuites et des initiatives culturelles comme des ciné-clubs ou des enseignements du soir.